# Maj Wingren-Samourkas
Maria (Maj) Gunnarsdotter Wingren-Samourkas, född 5 december 1916 i Västerås, död där 10 februari 2001, var en svensk målare.
Hon var dotter till fältläkaren Gunnar Wingren och Mary Eklund och från 1951 gift med direktören Costas Samourkas. Hon studerade vid Otte Skölds målarskola 1944–1946 och 1947–1948, under hösten 1946 studerade hon en period vid Fria målarskolan i Helsingfors och under 1948 en kortare tid i Paris. hon fortsatte därefter sina studier i målning vid Signe Barths målarskola 1949 och skulptural konst vid Lena Börjesons skulpturskola 1949–1950 samt genom självstudier under resor till Danmark, Nederländerna, England, Italien och ett flertal gånger till Grekland. Wingren-Samourkas var kulturellt begåvad och bedrev under flera år studier i violin för Carl Garaguly. Hon medverkade i Västeråskonstnärernas decemberutställningar i Västerås. Hennes konst består huvudsakligen av svenska och utländska landskapsskildringar och stadsmotiv. Wingren-Samourkas är representerad vid Fryxellska skolan. 